# Janina Wehrstein
Janina Maria Wehrstein (ur. 30 września 1930 w Stryju, zm. 6 lutego 2023 w Sopocie) – polska pracowniczka biurowa, działaczka opozycyjna i społeczna.

## Życiorys
Jej ojciec Władysław, fabrykant i kapitan rezerwy, został zamordowany przez NKWD w Bykownii. Do Gdańska przyjechała z babcią i siostrami. Ukończyła VI Liceum Ogólnokształcące w Gdańsku (1967).
Początkowo pracowała jako pomoc domowa. W latach 1949–1982 pracowała na szeregu stanowisk biurowych (maszynistka, ekonomistka, kierowniczka sekretariatu) w Okręgowej Dyrekcji Dróg Wodnych w Gdańsku, Przedsiębiorstwie Zaopatrzenia Farmaceutycznego Cefarm w Gdańsku (1949–1954), Gdańskich Zakładach Drobiarskich (1954–1957), Sopockich Zakładach Przemysłu Terenowego (1958–1963), Biurze Projektów Budownictwa Komunalnego w Gdańsku (1963–1966), Obsłudze Ratalnej Sprzedaży w Gdańsku (1966–1967), CSO Ogrodniczym Zakładzie Handlowym w Gdańsku (1968), Przedsiębiorstwie Państwowym Pracownie Konserwacji Zabytków w Gdańsku (1969–1982).
Po raz pierwszy została zatrzymana przez Urząd Bezpieczeństwa w 1956. We wrześniu 1980 wstąpiła do „Solidarności”, była członkinią Prezydium Komitetu Założycielskiego, a od listopada 1980 Komitetu Zakładowego. Po wprowadzeniu stanu wojennego, 14 grudnia 1981, współorganizowała akcję protestacyjną. 16 grudnia 1981 została ciężko pobita przez ZOMO podczas demonstracji pod pomnikiem Poległych Stoczniowców. W jego wyniku leczyła się szpitalnie i do marca 1982 przebywała na zwolnieniu lekarskim. W czerwcu 1982 została zwolniona z pracy.
Od stycznia do sierpnia 1982 w jej mieszkaniu znajdowała się podziemna drukarnia. 12 sierpnia 1982 została zatrzymana, a nazajutrz aresztowana i osadzona w Areszcie Śledczym w Gdańsku. 29 lipca 1983 na mocy amnestii umorzono postępowanie wobec niej i zwolniono.
Od października do grudnia 1983 pracowała jako maszynistka w kurii biskupiej w Gdańsku. Od 1984 do stycznia 1986 była sekretarką w gdańskim Zespole Adwokackim nr 6. W latach 1983–1986 działała w redakcji podziemnego pisma TKZ Gdańskiej Stoczni Remontowej „Informator”. 9 października 1985 została zatrzymana, a następnie osadzona w Areszcie Śledczym w Gdańsku. 8 września 1986 zwolniona na mocy amnestii. Jedną z prowadzących wówczas jej sprawę była Jadwiga Kmicińska. Następnie pracowała jako kasjerka oraz w latach 1986–1988, z upoważnienia Zbigniewa i Zofii Romaszewskich oraz Lecha Wałęsy, jako kierowniczka Komisji Interwencji i Praworządności NSZZ „Solidarność”. W latach 1987–1989 zatrudniona w kancelarii w Zespole Adwokackim nr 14 w Gdańsku. W sierpniu 1988 organizowała pomoc dla strajkujących. 13–27 grudnia 1988 w jej mieszkaniu odbywała się głodówka działaczy Ruchu Wolność i Pokój (Jacek Fedor, Klaudiusz Wesołek, Tomasz Żmuda-Trzebiatowski, Wojciech Błażek, Lech Parell) przeciw obowiązkowej służbie wojskowej. W 1989 była szefową Rady Funduszu Wyborczego przy Regionalnym Komitecie Obywatelskim w Gdańsku.
W latach 1989–1991 kierowała działem interwencji i porad prawnych Zarządu Regionu Gdańskiego, w latach 1991–1993 dyrektorka Biura Poselsko-Senatorskiego NSZZ „Solidarność” w Gdańsku, a w latach 1993–1997 była asystentką poselską w Biurze Poselskim Bogdana Borusewicza. Następnie przeszła na emeryturę.
W 1989 była współzałożycielką, a następnie członkinią Zarządu Gdańskiego Oddziału Rodziny Katyńskiej. W 1991 została przewodniczącą oddziału gdańskiego Stowarzyszenia Penitencjarnego Patronat, a w 2002 członkinią zarządu stowarzyszenia. W ramach tej działalności pomagała potrzebującym i przebywającym w izolacji więziennej, zwłaszcza w zakresie podtrzymywania przez nich więzi rodzinnych. Pomagała zwalnianym po odzyskaniu przez nich wolności, jak i ich rodzinom. Od 1993 członkini Stowarzyszenia Godność w Gdańsku. Należała również do Gdańskiego Stowarzyszenia Kobiet „Amazonki" przy Klinice Chirurgii Onkologicznej Akademii Medycznej w Gdańsku.
Jedna z bohaterek wydanej w 2016 książki Anny Herbich „Dziewczyny z Solidarności”.
Mieszkała w Sopocie przy ul. Pułaskiego. Pochowana na Cmentarzu Garnizonowym w Gdańsku.

## Odznaczenia
- Złota odznaka „Za zasługi w pracy penitencjarnej” (2000)[8]
- Krzyż Oficerski Orderu Odrodzenia Polski „za wybitne zasługi w działalności na rzecz przemian demokratycznych w Polsce” (2006)[1]
- Odznaka honorowa „Za Zasługi dla Ochrony Praw Człowieka” (2010)[8]
- Krzyż Wolności i Solidarności „za zasługi w działalności na rzecz niepodległości i suwerenności Polski oraz respektowania praw człowieka w Polskiej Rzeczypospolitej Ludowej” (2016)[11]